# Felipe Florêncio da Silva
Felipe Florêncio da Silva, noto anche con lo pseudonimo di Lipe (Florianópolis, 19 febbraio 2002), è un calciatore brasiliano, difensore del Porto B.

## Carriera
Lito è cresciuto nel settore giovanile dell'Avaí dove ha debuttato il 17 ottobre 2021 nell'incontro di Série B perso 3-1 contro il Confiança. Il 21 marzo 2022 ha rinnovato il contratto fino al 2025 ed il 12 novembre ha trovato il suo primo gol marcando il definitivo 2-1 contro il Flamengo.
Il 31 agosto 2023 ha firmato un contratto di quattro anni con i portoghesi del Gil Vicente.
Il 15 agosto 2024 viene acquistato dal Porto.

## Statistiche

### Presenze e reti nei club
Statistiche aggiornate al 4 maggio 2024.
| Stagione        | Squadra         | Campionato      | Campionato | Campionato | Coppe nazionali | Coppe nazionali | Coppe nazionali | Coppe continentali | Coppe continentali | Coppe continentali | Altre coppe | Altre coppe | Altre coppe | Totale | Totale | Totale |
| Stagione        | Squadra         | Comp            | Pres       | Reti       | Comp            | Pres            | Reti            | Comp               | Pres               | Reti               | Comp        | Pres        | Reti        | Pres   | Reti   |        |
| --------------- | --------------- | --------------- | ---------- | ---------- | --------------- | --------------- | --------------- | ------------------ | ------------------ | ------------------ | ----------- | ----------- | ----------- | ------ | ------ | ------ |
| 2021            | Avaí            | PD/SC+B         | 0+2        | 0          | CB              | 0               | 0               |                    | -                  | -                  |             | -           | -           | 2      | 0      |        |
| 2022            | Avaí            | PD/SC+A         | 1+3        | 0+1        | CB              | 1               | 0               |                    | -                  | -                  |             | -           | -           | 5      | 1      |        |
| 2023            | Avaí            | PD/SC+B         | 8+15       | 1+0        | CB              | 1               | 0               |                    | -                  | -                  |             | -           | -           | 24     | 1      |        |
| 2023-2024       | Gil Vicente     | PL              | 4          | 0          | CP+CdL          | 2+0             | 0               |                    | -                  | -                  |             | -           | -           | 6      | 0      |        |
| Totale carriera | Totale carriera | Totale carriera | 33         | 2          |                 | 4               | 0               |                    | -                  | -                  |             | -           | -           | 37     | 2      |        |

## Palmarès

### Club

#### Competizioni statali
- Campionato Catarinense: 1

Avaí: 2021